# Luna 24
Luna 24 (rusky Луна 24) byla další automatická meziplanetární sonda ze Sovětského svazu z programu Luna, která v roce 1976 dokázala přistát na Měsíci, odebrat vzorky horniny a vrátit se na Zem. V katalogu COSPAR byla později označena jako 1976-081A. Někdy byla označována jako Luník 24. Zároveň se stala posledním člověkem vyrobeným kosmickým tělesem ve 20. století, který hladce přistál na povrchu Měsíce. Po ní následovala až v prosinci 2013 čínská sonda Čchang-e 3.

## Popis sondy
Použitá sonda typu E-8-5M (výr. č. 413) byla vyrobena v konstrukčním středisku OKB Lavočkina, což je dnešní NPO Lavočkina v Chimkách. Skládala ze dvou hlavních částí, přistávacího a startovacího (návratového) modulu. Hmotnost při startu udána 5600 kg, samotný přistávací modul na Měsíci 1900 kg. Měla mj. vrtné zařízení určené k odběru vzorku horniny.

## Průběh mise
Start nosné rakety Proton K/D se sondou byl odpoledne 9. srpna 1976 z kosmodromu Bajkonur. Nejprve byla vynesena na nízkou oběžnou dráhu nad Zemí (též uváděna jako parkovací) a z ní pomocí nosné rakety pokračovala v letu směrem k Měsíci. Během přeletu byla provedena 11. srpna korekce dráhy a 14. srpna se sonda dostala na oběžnou dráhu Měsíce ve výši 115 km nad jejím povrchem s periodou 119 minut. Poté byla její dráha pokyny ze Země dvakrát upravena na výšku 12–120 km. Dne 18. srpna bylo provedeno přistání přistávacího stupně v oblasti Mare Crisium. Bylo aktivováno vrtné zařízení a proveden během 10 minut odběr horniny z hloubky 2,6 metru. Vzorek o hmotnosti 170,1 gramů byl dopraven automaticky do návratového modulu. Dne 19. srpna tento odstartoval k Zemi, kam doletěl po třech letových dnech. Před vstupem do atmosféry se pouzdro se vzorkem oddělilo a s pomocí padáku sneslo 22. srpna 1976 k Zemi, asi 200 km od města Surgut v Západní Sibiři. Druhý den poté bylo vrtulníkem dopraveno ke konečnému zkoumání vědci z AV SSSR.

## Ukončení programu
I přes nesporné úspěchy řady misí byl celý program kvůli velké finanční náročnosti koncem roku 1976 předčasně ukončen.